# Гравастар
Гравастар (англ. gravastar,  гравазоря, від англ. Gravitational Vacuum Star, букв. зоря гравітаційного вакууму) — це гіпотетичний об'єкт в астрофізиці, запропонований як альтернатива теорії чорної діри Павелом Мазуром та Емілем Моттола в 2001 році. Він є результатом після застосуванням реальних, фізичних обмежень на формування чорної діри. Існування цих обмежень, такі як дискретна довжина та час Планка (хронон), були не відомі на час формулювання теоретичних припущень про існування чорних дір, і концепція гравастара є спробою «модернізувати» теорію включенням до неї квантової механіки.

## Структура
Концепція гравастара ґрунтується на Загальній теорії відносності та включає універсальний «найменший розмір», існування якого відомо за прийнятою квантовою теорією. Цей розмір відомий як довжина Планка і обраховується з використанням швидкості світла, сталої Планка і гравітаційної сталої. Квантова теорія каже, що будь-який розмір, менший за довжину Планка є неможливим для спостережень і не має сенсу для фізики та фізиків. Цей ліміт може бути накладений на довжину хвилі світла, щоб отримати ліміт синього зсуву, якому можна піддати світло. Це важливо для структури гравастара, оскільки Загальна теорія відносності стверджує, що гравітаційний колодязь створює синій зсув світла, яке до нього направлено, тому довкола надзвичайно великої маси гравастара є регіон «невимірюваності» для зовнішнього всесвіту, оскільки довжина хвиль світла наближається, а потім перетинає, довжину Планка. Цей регіон отримав назву «гравітаційного вакууму», оскільки у ньому не має тканини простору та часу.
Мазур та Моттола висунули гіпотезу, що безпосередньо перед цим регіоном буде розташована дуже щільна форма речовини, конденсат Бозе — Ейнштейна. Її можна створити у лабораторії переохолоджуючи атоми для подовження їх довжин хвиль, що дозволяє атомам суміщувати (накладати) їх хвильові функції і створювати нову дуже щільну форму атому. Для зовнішніх спостерігачів, зовнішнє ядро гравастара виглядатиме як конденсат Бозе — Ейнштейна. Через дуже сильний червоний зсув простору-часу при русі фотонів з дна гравітаційного колодязя таке ядро виглядатиме дуже холодним, майже температури абсолютного нуля.
Ззовні гравастар виглядатиме схоже на чорну діру, будучи видимим лише завдяки високоенергетичному випроміненню при поглинанні речовини та утворюваному ним випромінюванню Гокінга.
Мазур та Маттола припускають, що різке створення гравастара може бути поясненням походження нашого Всесвіту та багатьох інших, оскільки вся речовина колапсуючої зорі «вибухне всередину» через центральну діру та вибухне у новий вимір, де поширюватиметься вічно, що відповідає поточним теоріям Великого вибуху. Цей «новий вимір» створюватиме внутрішній тиск на шар конденсату Бозе — Ейнштейна і заважатиме його подальшому колапсу.
Гравастари також можуть запропонувати механізм для опису того, як темна енергія прискорює розширення Всесвіту. В одній з гіпотез випромінювання Гокінга використовується як спосіб обміну енергією між «материнським» і «дочірнім» всесвітом, і гравастари можуть сприяти прискоренню швидкості обміну і розширення, але ця гіпотеза ще є дуже попередньою.
Утворення гравастарів може бути альтернативним поясненням раптових та дуже інтенсивних гамма-спалахів у Всесвіті.

## Порівняння з чорними дірами
Беручи до уваги квантову фізику, гіпотеза про гравастари намагається розв'язати суперечності, створені прийнятими теоріями чорних дір.
Горизонти подій
У гравастарі горизонт подій не є добре вираженою поверхнею. Кожна довжина хвилі світла має власний 'горизонт подій', всередині якого спостерігач у пласкому просторі-часі ніколи не зможе виміряти цю довжину хвилі внаслідок гравітаційного червоного зміщення. Товстий шар конденсату Бозе-Ейнштейна лежатиме безпосередньо зовні 'горизонта подій', і від повного колапсу його зупинятиме внутрішній вакуум, який чинить на конденсат балансуючий тиск назовні.
Динамічна стабільність гравастарів
Теоретична праця 2007 року зазначала, що за певних умов гравастари та інші альтернативні моделі чорних дір є нестабільними при обертанні. Вона також продемонструвала, що певні гравастари, які обертаються, є математично стабільними при певних кутових швидкостях, товщині оболонки та компактності. Також можливо, що деякі математично нестабільні гравастари є фізично стабільними на космологічній шкалі часу.
Теоретична підтримка можливості існування гравастарів не виключає існування чорних дір за моделями, показаними в інших теоретичних дослідженнях.

## Сучасні дослідження
Згідно з новим дослідженням 2024 року, опублікованим у квітневому випуску фахового наукового журналу Physical Review D, група вчених сміливо зазначила, що більша частина того, що вчені знають про чорні діри, може виявитися помилкою. Як стверджують дослідники, чорні діри насправді можуть бути зовсім іншими небесними тілами, а саме — гравастарами. Згідно з припущеннями, гравастари мають виникати на фінальному етапі еволюції масивних зірок. За цим принципом, коли енергії, що вивільняється під час термоядерного горіння їхньої внутрішньої речовини, стає недостатньо для подолання сили гравітації, зірка стискається у значно щільніший об'єкт. Однак, на відміну від чорних дір, оскільки у гравастарів немає сингулярностей, вони скоріше є тонкими сферами матерії, стійкість яких підтримується темною енергією, що міститься у них. «Для перевірки наших результатів ми покладаємо надії на новітні спостережні інструменти в галузі гравітаційної фізики», — пояснюють дослідники. «Зокрема, на Телескоп Горизонту Подій, який полює на чорні діри, і GRAVITY+ — інструмент, який незабаром буде встановлено на VLT в Чилі. Ці два проєкти націлені на детальне вивчення процесів, що відбуваються поблизу центрів галактик, включно з нашим Чумацьким Шляхом».

## Подальше читання
- Camenzind, Max (2007). Compact objects in astrophysics white dwarfs, neutron stars and black holes. Berlin: Springer. с. 442–445. ISBN 9783540499121.
- George Chapline (28 березня 2005). Black holes 'do not exist'. Nature News. Архів оригіналу за 6 вересня 2007. Процитовано 25 жовтня 2017.
- Mazur; Emil Mottola (2001). Gravitational Condensate Stars: An Alternative to Black Holes. arXiv:gr-qc/0109035. {{cite arXiv}}: Проігноровано |class= (довідка) The original paper by Mazur and Mottola
- Visser, Matt; Wiltshire, David L. Stable gravastars — an alternative to black holes? (PDF). Архів оригіналу (PDF) за 8 вересня 2018. Процитовано 2 жовтня 2004.
- Zanotti, Luciano Rezzolla, Olindo (2013). Relativistic hydrodynamics (вид. 1. publ.). Oxford: Oxford University Press. с. 599—603. ISBN 9780198528906.